# Listă de filme americane din 1929

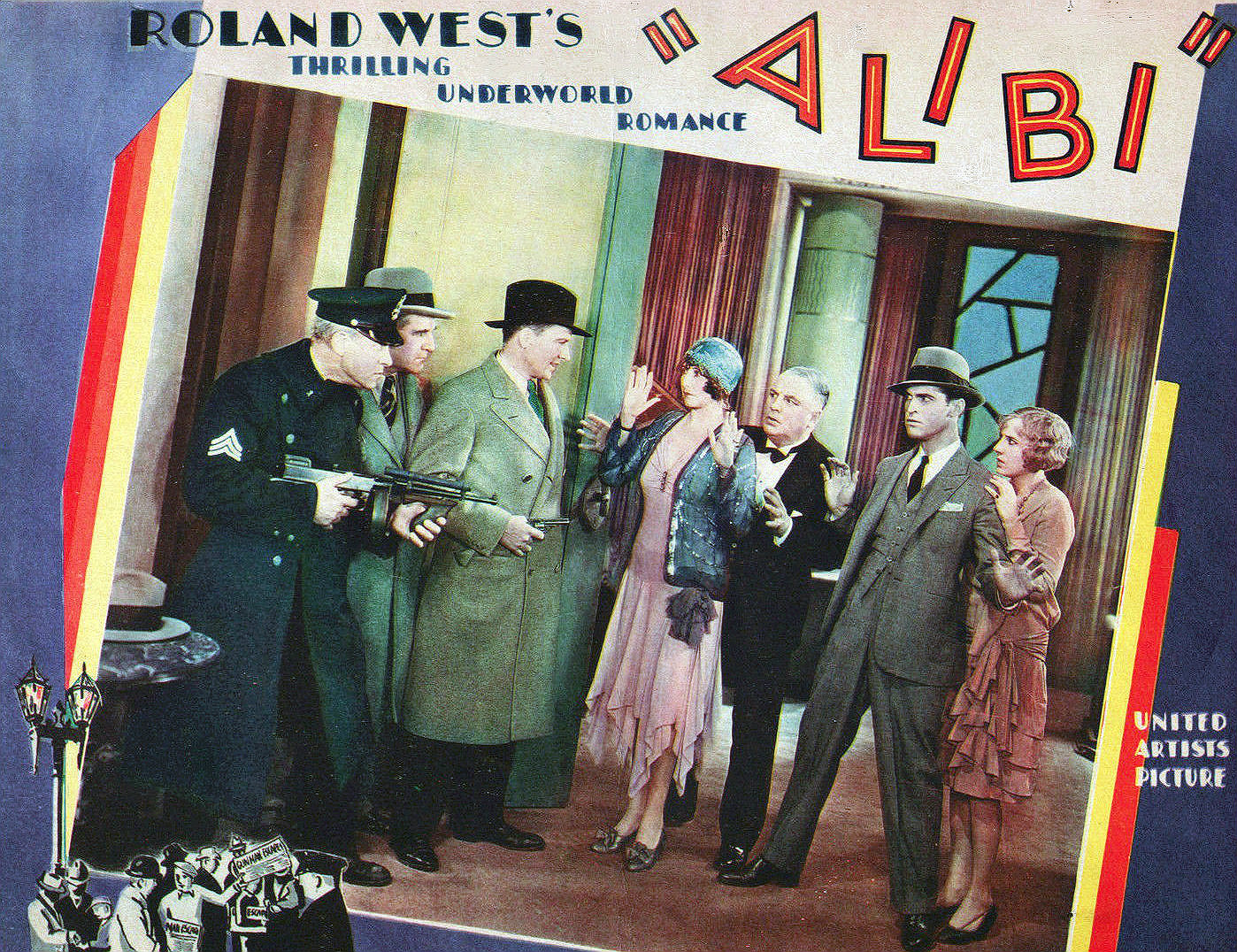
Alibi

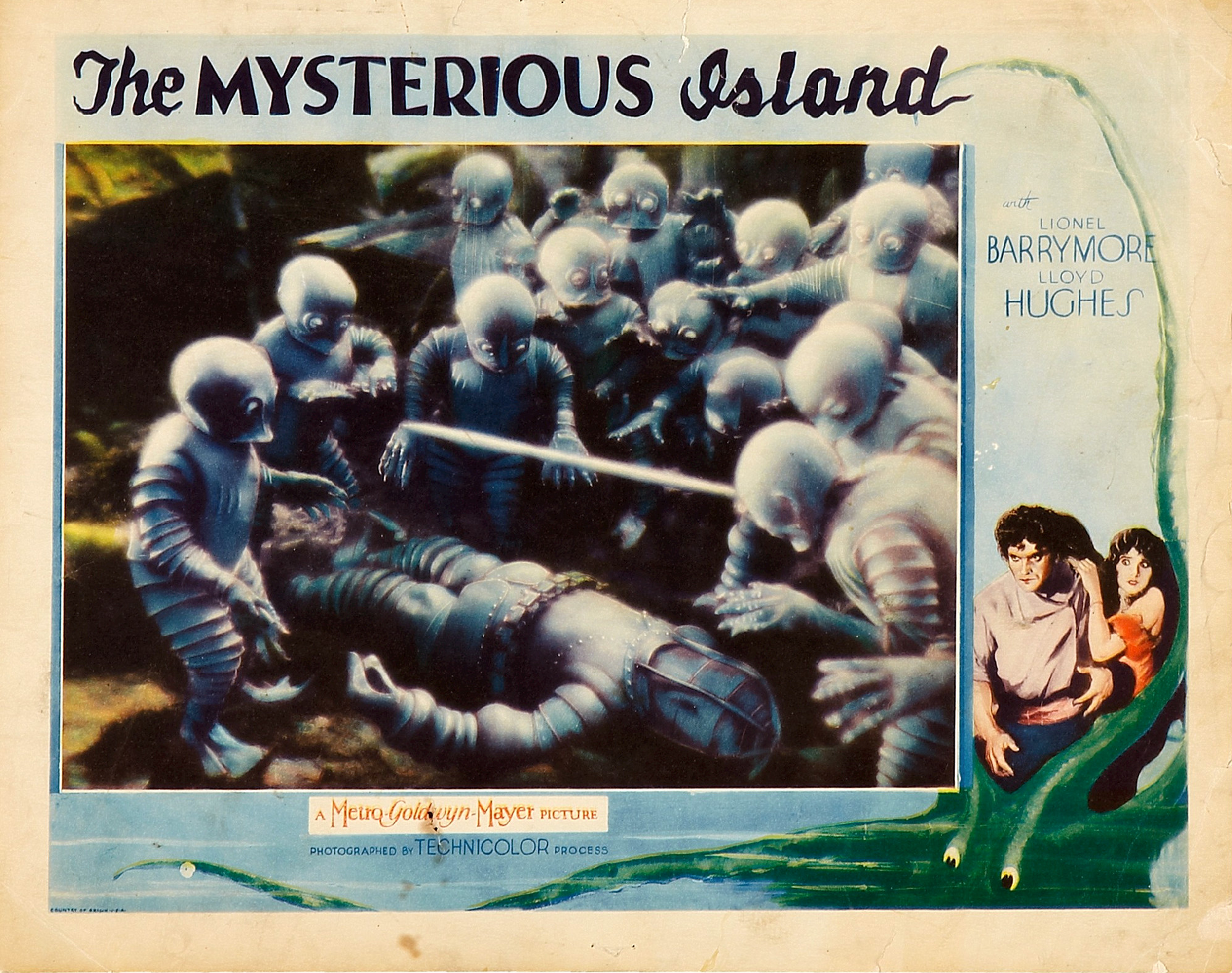
Insula misterioasă

Aceasta este o listă de filme americane din 1929. Filmul Melodiile Broadwayului a primit Premiul Oscar pentru cel mai bun film.
- The Air Legion, r. Bert Glennon, Charles Kerr; cu Ben Lyon, Antonio Moreno,  Martha Sleeper.[1]
- Alibi (The Perfect Alibi sau Nightstick), r. Roland West; cu Chester Morris, Harry Stubbs.[2]
- Aviatorul (The Aviator), r. Roy Del Ruth, cu Edward Everett Horton, Patsy Ruth Miller.[3]
- Drag, r. Frank Lloyd; cu Richard Barthelmess, Lucien Littlefield
- Insula misterioasă, r. Benjamin Christensen, Lucien Hubbard și Maurice Tourneur; cu Lionel Barrymore, Jane Daly, Lloyd Hughes.[4]
- Madame X, r. Lionel Barrymore; cu Ruth Chatterton, Lewis Stone.[5]
- Melodiile Broadwayului, r. Harry Beaumont; cu Charles King, Anita Page.[6][7]

| Titlu                                      | Regizor(i)                          | Actori                                                      | Gen                        | Note                                           |
| ------------------------------------------ | ----------------------------------- | ----------------------------------------------------------- | -------------------------- | ---------------------------------------------- |
| Achitare                                   | Frank R. Strayer                    | Lloyd Hughes, Margaret Livingston                           | Criminal, melodramă        | Columbia                                       |
| The Air Legion                             | Bert Glennon                        | Antonio Moreno, Ben Lyon                                    | Melodramă                  | FBO                                            |
| Alibi                                      | Roland West                         | Chester Morris, Mae Busch                                   | Crimă, dramă               | United Artists                                 |
| All at Sea                                 | Alfred Goulding                     | Karl Dane, George K. Arthur                                 | Dramă                      | MGM                                            |
| Applause                                   | Rouben Mamoulian                    | Helen Morgan, Joan Peers                                    | Muzical                    | Paramount                                      |
| Anne Against the World                     | Duke Worne                          | Shirley Mason, Jack Mower                                   | Dramă                      | Trem Carr Productions                          |
| The Argyle Case                            | Howard Bretherton                   | Thomas Meighan, H. B. Warner, Lila Lee                      | Crimă                      | Warner Bros.                                   |
| The Aviator                                | Roy Del Ruth                        | Edward Everett Horton, Patsy Ruth Miller                    | Crimă, dramă               | Warner Bros.                                   |
| The Awful Truth                            | Marshall Neilan                     | Ina Claire, Henry Daniell                                   | Comedie                    | Pathé Exchange/Columbia                        |
| The Bachelor Girl                          | Richard Thorpe                      | William Collier Jr., Jacqueline Logan                       | Dramă                      | Columbia                                       |
| Bad Men's Money                            | J.P. McGowan                        | Yakima Canutt, Peggy Montgomery, John Lowell                | Western                    | Independent                                    |
| Barnum Was Right                           | Del Lord                            | Glenn Tryon, Merna Kennedy, Otis Harlan                     | Dramă                      | Universal                                      |
| Behind Closed Doors                        | Roy William Neill                   | Virginia Valli, Gaston Glass                                | Mister, melodramă          | Columbia                                       |
| Behind That Curtain                        | Irving Cummings                     | Warner Baxter, Lois Moran                                   | Mister, melodramă          | Fox Film                                       |
| Below the Deadline                         | J. P. McGowan                       | Frank Leigh, Barbara Worth                                  | Crimă                      | Chesterfield                                   |
| Berth Marks                                | Lewis R. Foster                     | Stan Laurel, Oliver Hardy, Paulette Goddard                 | Comedie                    | MGM                                            |
| Betrayal                                   | Lewis Milestone                     | Emil Jannings, Esther Ralston, Gary Cooper                  | Dramă                      | Paramount                                      |
| O afacere mare                             | James W. Horne, Leo McCarey         | Stan Laurel, Oliver Hardy                                   | Comedie                    | MGM                                            |
| The Big Diamond Robbery                    | Eugene Forde                        | Tom Mix, Kathryn McGuire                                    | Western                    | FBO                                            |
| Big Time                                   | Kenneth Hawks                       | Lee Tracy, Mae Clarke                                       | Dramă                      | Fox Film                                       |
| Black Magic                                | George B. Seitz                     | Josephine Dunn, Earle Foxe                                  | Dramă                      | Fox Film                                       |
| The Black Watch                            | John Ford                           | Victor McLaglen, Myrna Loy                                  | Aventură/Crimă/Dramă       | Fox Film                                       |
| Blue Skies                                 | Alfred L. Werker                    | Freddie Burke Frederick, Ethel Wales                        | Romantic, dramă            | Fox Film                                       |
| The Body Punch                             | Leigh Jason                         | Jack Dougherty, Virginia Brown Faire                        | Dramă                      | Universal                                      |
| Border Romance                             | Richard Thorpe                      | Armida, Don Terry, Marjorie Kane                            | Romantic western           | Tiffany                                        |
| Born to the Saddle                         | Joseph Levigard                     | Ted Wells, Duane Thompson                                   | Western                    | Universal                                      |
| Bride of the Desert                        | Duke Worne                          | Alice Calhoun, LeRoy Mason                                  | Western                    | Trem Carr Productions                          |
| The Bridge of San Luis Rey                 | Charles Brabin                      | Lili Damita, Ernest Torrence                                | Historical                 | MGM                                            |
| Broadway                                   | Pál Fejös                           | Glenn Tryon, Evelyn Brent                                   | Crimă Melodramă            | Universal                                      |
| Broadway Babies                            | Mervyn LeRoy                        | Alice White, Marion Byron                                   | Muzical Dramă              | First National                                 |
| Broadway Fever                             | Edward F. Cline                     | Sally O'Neil, Roland Drew, Corliss Palmer                   | Comedie                    | Tiffany                                        |
| The Broadway Hoofer                        | George Archainbaud                  | Marie Saxon, Jack Egan                                      | Melodramă                  | Columbia                                       |
| The Broadway Melody                        | Harry Beaumont                      | Charles King, Anita Page, Bessie Love                       | Muzical Comedie            | MGM                                            |
| Broadway Scandals                          | George Archainbaud                  | Sally O'Neil, Carmel Myers                                  | Muzical                    | Columbia                                       |
| Bulldog Drummond                           | F. Richard Jones                    | Ronald Colman, Claud Allister, Lawrence Grant, Montagu Love | Melodramă                  | United Artists                                 |
| The California Mail                        | Albert S. Rogell                    | Ken Maynard, Dorothy Dwan                                   | Dramă                      | First National                                 |
| Campus Knights                             | Albert H. Kelley                    | Raymond McKee, Shirley Palmer                               | Comedie                    | Chesterfield                                   |
| The Canary Murder Case                     | Malcolm St. Clair                   | William Powell, Louise Brooks, Jean Arthur                  | Dramă                      | Paramount                                      |
| Captain Lash                               | John G. Blystone                    | Victor McLaglen, Claire Windsor                             | Aventură                   | Fox Film                                       |
| Careers                                    | John Francis Dillon                 | Billie Dove, Thelma Todd                                    | Comedie                    | First National                                 |
| The Careless Age                           | John Griffith Wray                  | Douglas Fairbanks Jr., Carmel Myers                         | Dramă                      | First National                                 |
| The Carnival Man                           | George Abbott                       | Walter Huston                                               | Dramă                      | Paramount. Short film.                         |
| The Case of Lena Smith                     | Otto Preminger                      | Esther Ralston, James Hall                                  | Dramă                      | Paramount                                      |
| The Charlatan                              | George Melford                      | Holmes Herbert, Margaret Livingston                         | Melodramă                  | Universal                                      |
| Chasing Through Europe                     | David Butler, Alfred L. Werker      | Sue Carol, Nick Stuart                                      | Melodramă                  | Fox Film                                       |
| Cheyenne                                   | Albert S. Rogell                    | Ken Maynard, Gladys McConnell                               | Western                    | First National                                 |
| Children of the Ritz                       | John Francis Dillon                 | Dorothy Mackaill, Jack Mulhall                              | Dramă                      | Warner Bros.                                   |
| Chinatown Nights                           | William A. Wellman                  | Wallace Beery, Florence Vidor, Warner Oland                 | Melodramă                  | Paramount                                      |
| Circumstantial Evidence                    | Wilfred Noy                         | Cornelius Keefe, Helen Foster                               | Melodramă                  | Chesterfield                                   |
| Clear the Decks                            | Joseph Henabery                     | Reginald Denny, Olive Hasbrouck                             | Dramă                      | Universal                                      |
| Close Harmony                              | John Cromwell, A. Edward Sutherland | Charles "Buddy" Rogers, Nancy Carroll                       | Muzical Dramă              | Paramount                                      |
| The Cocoanuts                              | Robert Florey, Joseph Santley       | Marx Brothers, Mary Eaton                                   | Muzical Comedie            | Paramount                                      |
| The Cohens and the Kellys in Atlantic City | William James Craft                 | George Sidney, Vera Gordon                                  | Comedie                    | Universal                                      |
| The College Coquette                       | George Archainbaud                  | Ruth Taylor, William Collier Jr.                            | Melodramă                  | Columbia                                       |
| College Love                               | Nat Ross                            | George J. Lewis, Dorothy Gulliver                           | Dramă                      | Universal                                      |
| Come Across                                | Ray Taylor                          | Lina Basquette, Reed Howes                                  | Crimă                      | Universal                                      |
| Come and Get It                            | Wallace Fox                         | Bob Steele, Marin Sais                                      | Action                     | FBO                                            |
| Coquette                                   | Sam Taylor                          | Mary Pickford, Johnny Mack Brown, Matt Moore                | Melodramă                  | Pickford Corporation                           |
| The Cock-Eyed World                        | Raoul Walsh                         | Victor McLaglen, Edmund Lowe, Lili Damita                   | Muzical Dramă              | Fox Film                                       |
| Condemned                                  | Wesley Ruggles                      | Ronald Colman, Ann Harding, Dudley Digges                   | Dramă                      | United Artists                                 |
| Courtin' Wildcats                          | Jerome Storm                        | Hoot Gibson, Harry Todd                                     | Western                    | Universal                                      |
| Christina                                  | William K. Howard                   | Janet Gaynor, Charles Morton                                | Dramă                      | Fox Film                                       |
| Dance Hall                                 | Melville W. Brown                   | Olive Borden, Arthur Lake                                   | Muzical                    | RKO                                            |
| The Dance of Life                          | John Cromwell, A. Edward Sutherland | Hal Skelly, Nancy Carroll, Dorothy Revier                   | Aventură/Melodramă         | Paramount. Technicolor sequences               |
| Dangerous Curves                           | Lothar Mendes                       | Clara Bow, Richard Arlen, Kay Francis                       | Romantic Comedie           | Paramount                                      |
| A Dangerous Woman                          | Rowland V. Lee, Gerald Grove        | Olga Baclanova, Clive Brook                                 | Melodramă                  | Paramount                                      |
| Dark Skies                                 | Harry S. Webb                       | Shirley Mason, Wallace MacDonald, Josef Swickard            | Dramă                      | Independent                                    |
| Dark Streets                               | Frank Lloyd                         | Jack Mulhall, Lila Lee                                      | Melodramă                  | First National                                 |
| Daughters of Desire                        | Burton L. King                      | Irene Rich, Richard Tucker                                  | Dramă                      | Independent                                    |
| The Delightful Rogue                       | Lynn Shores, Leslie Pearce          | Rod La Rocque, Rita La Roy                                  | Romantic Melodramă         | RKO                                            |
| Desert Nights                              | William Nigh                        | John Gilbert, Ernest Torrence                               | Melodramă                  | MGM                                            |
| The Desert Rider                           | Nick Grinde                         | Tim McCoy, Raquel Torres                                    | Western                    | MGM                                            |
| The Desert Song                            | Roy del Ruth                        | John Boles, Louise Fazenda, Myrna Loy                       | Muzical                    | Warner Bros.                                   |
| Devil-May-Care                             | Sidney Franklin                     | Ramón Novarro, Dorothy Jordan                               | Muzical                    | MGM                                            |
| The Devil's Apple Tree                     | Elmer Clifton                       | Dorothy Sebastian, Larry Kent                               | Melodramă                  | Tiffany                                        |
| Disraeli                                   | Alfred E. Green                     | George Arliss, Joan Bennett                                 | Dramă                      | Warner Bros.                                   |
| The Divine Lady                            | Frank Lloyd                         | Corinne Griffith, Victor Varconi                            | Historical                 | First National                                 |
| The Donovan Affair                         | Frank Capra                         | Jack Holt, Dorothy Revier                                   | Mister Dramă               | Columbia                                       |
| Drag                                       | Frank Lloyd                         | Richard Barthelmess, Alice Day                              | Dramă                      | First National                                 |
| The Drake Case                             | Edward Laemmle                      | Gladys Brockwell, Robert Frazer                             | Thriller                   | Universal                                      |
| The Drifter                                | Robert De Lacey                     | Tom Mix, Dorothy Dwan                                       | Western                    | FBO                                            |
| Dynamite                                   | Cecil B. DeMille                    | Conrad Nagel, Kay Johnson                                   | Melodramă                  | MGM                                            |
| Eternal Love                               | Ernst Lubitsch                      | John Barrymore, Camilla Horn                                | Romantic                   | Feature Productions                            |
| The Eternal Woman                          | John P. McCarthy                    | Olive Borden, Ralph Graves, Ruth Clifford                   | Dramă                      | Columbia                                       |
| Evangeline                                 | Edwin Carewe                        | Dolores del Río, Roland Drew                                | Romantic, dramă            | United Artists                                 |
| Evidence                                   | John G. Adolfi                      | Pauline Frederick, Conway Tearle                            | Crimă                      | Warner Bros.                                   |
| The Exalted Flapper                        | James Tinling                       | Sue Carol, Irene Rich                                       | Romantic Comedie           | Fox Film                                       |
| Eyes of the Underworld                     | Leigh Jason                         | Bill Cody, Sally Blane                                      | Crimă                      | Universal                                      |
| The Faker                                  | Phil Rosen                          | Jacqueline Logan, Charles Delaney, Warner Oland             | Dramă                      | Columbia                                       |
| The Fall of Eve                            | Frank R. Strayer                    | Patsy Ruth Miller, Ford Sterling                            | Comedie                    | Columbia                                       |
| Fancy Baggage                              | John G. Adolfi                      | Audrey Ferris, Myrna Loy                                    | Dramă                      | Warner Bros.                                   |
| The Far Call                               | Allan Dwan                          | Charles Morton, Leila Hyams, Warner Baxter                  | Melodramă                  | Fox Film. Lost film                            |
| Fashions in Love                           | Victor Schertzinger                 | Adolphe Menjou, Fay Compton                                 | Romantic Comedie           | Paramount                                      |
| Fast Company                               | A. Edward Sutherland                | Evelyn Brent, Jack Oakie                                    | Sport romantic Comedie     | Paramount                                      |
| Fast Life                                  | John Francis Dillon                 | Douglas Fairbanks Jr., Loretta Young                        | Melodramă                  | First National                                 |
| Flight                                     | Frank Capra                         | Jack Holt, Lila Lee                                         | Aventură                   | Columbia                                       |
| The Flying Fleet                           | George W. Hill                      | Ramon Navarro, Ralph Graves, Anita Page                     | Romantic Crimă, dramă      | MGM                                            |
| The Flying Marine                          | Albert S. Rogell                    | Ben Lyon, Shirley Mason                                     | Action                     | Columbia                                       |
| The Flying Fool                            | Tay Garnett                         | William Boyd, Marie Prevost                                 | Melodramă                  | Pathé Exchange                                 |
| Footlights and Fools                       | William A. Seiter                   | Colleen Moore, Raymond Hackett, Fredric March               | Muzical Comedie            | Warner Bros.                                   |
| The Forward Pass                           | Edward F. Cline                     | Douglas Fairbanks Jr., Loretta Young                        | Dramă                      | First National                                 |
| Fără onoare                                | Merian C. Cooper                    | Richard Arlen, Fay Wray, Clive Brook                        | Aventură/Crimă/Război      | Paramount                                      |
| Fox Movietone Follies of 1929              | David Butler                        | Sue Carol, Dixie Lee                                        | Muzical Dramă              | Fox Film                                       |
| From Headquarters                          | Howard Bretherton                   | Monte Blue, Gladys Brockwell                                | Dramă                      | Warner Bros.                                   |
| Frozen Justice                             | Allan Dwan                          | Lenore Ulric, Robert Frazer, Louis Wolheim                  | Aventură                   | Fox Film                                       |
| Frozen River                               | F. Harmon Weight                    | Rin Tin Tin, Davey Lee                                      | Melodramă                  | Warner Bros.                                   |
| Fugitives                                  | William Beaudine                    | Madge Bellamy, Don Terry                                    | Dramă                      | Fox Film                                       |
| The Gamblers                               | Michael Curtiz                      | H. B. Warner, Lois Wilson                                   | Dramă                      | Warner Bros.                                   |
| The Ghost Talks                            | Lewis Seiler                        | Helen Twelvetrees, Charles Eaton                            | Dramă                      | Fox Film                                       |
| The Girl from Havana                       | Benjamin Stoloff                    | Lola Lane, Paul Page                                        | Crimă                      | Fox Film                                       |
| The Girl from Woolworth's                  | William Beaudine                    | Alice White, Gladden James                                  | Romantic                   | First National                                 |
| The Girl in the Glass Cage                 | Ralph Dawson                        | Loretta Young, Carroll Nye                                  | Melodrama/Thriller         | First National                                 |
| The Girl in the Show                       | Edgar Selwyn                        | Bessie Love, Raymond Hackett                                | Comedie                    | Metro-Goldwyn-Mayer                            |
| Girl on the Barge                          | Edward Sloman                       | Jean Hersholt, Sally O'Neil                                 | Dramă                      | Universal                                      |
| Girl Overboard                             | Wesley Ruggles                      | Mary Philbin, Fred Mackaye                                  | Romantic, dramă            | Universal                                      |
| Girls Gone Wild                            | Lewis Seiler                        | Sue Carol, Nick Stuart                                      | Melodramă                  | Fox Film                                       |
| Glad Rag Doll                              | Michael Curtiz                      | Dolores Costello, Ralph Graves                              | Comedie                    | Warner Bros.                                   |
| Glorifying the American Girl               | Millard Webb                        | Mary Eaton, Dan Healy                                       | Muzical                    | Paramount                                      |
| Gold Diggers of Broadway                   | Roy Del Ruth                        | Nancy Welford, Conway Tearle                                | Muzical Comedie            | Warner Bros.                                   |
| The Great Divide                           | Reginald Barker                     | Dorothy Mackaill, Myrna Loy                                 | Western                    | First National                                 |
| The Great Gabbo                            | James Cruze                         | Erich von Stroheim, Betty Compson                           | Muzical                    | Sono Art                                       |
| The Great Power                            | Joe Rock                            | Minna Gombell, Herschel Mayall                              | Dramă                      | Bristolphone                                   |
| The Greyhound Limited                      | Howard Bretherton                   | Monte Blue, Edna Murphy                                     | Melodramă                  | Warner Bros.                                   |
| Grit Wins                                  | Joseph Levigard                     | Ted Wells, Kathleen Collins                                 | Western                    | Universal                                      |
| Gun Law                                    | Robert De Lacey                     | Tom Tyler, Barney Furey                                     | Western                    | FBO                                            |
| Half Marriage                              | William J. Cowen                    | Olive Borden, Morgan Farley                                 | Dramă                      | RKO                                            |
| Hallelujah!                                | King Vidor                          | Daniel L. Haynes, Nina Mae McKinney                         | Dramă                      | MGM                                            |
| Handcuffed                                 | Duke Worne                          | Virginia Brown Faire, Dean Jagger                           | Mister                     | Rayart                                         |
| Happy Days                                 | Benjamin Stoloff                    | Marjorie White, Stuart Erwin, Janet Gaynor                  | Muzical                    | Fox Film                                       |
| Hard to Get                                | William Beaudine                    | Dorothy Mackaill, Charles Delaney                           | Comedie                    | Warner Bros.                                   |
| Hardboiled Rose                            | F. Harmon Weight                    | Myrna Loy, William Collier Jr.                              | Dramă                      | Warner Bros.                                   |
| The Harvest of Hate                        | Henry MacRae                        | Jack Perrin, Helen Foster                                   | Western                    | Universal                                      |
| Headin' Westward                           | J.P. McGowan                        | Bob Custer, Mary Mayberry, John Lowell                      | Western                    | Independent                                    |
| Hearts in Dixie                            | Paul H. Sloan                       | Clarence Muse, Stepin Fetchit                               | Muzical Dramă              | Fox Film                                       |
| Hearts in Exile                            | Michael Curtiz                      | Dolores Costello, Grant Withers                             | Romantic                   | Warner Bros.                                   |
| Her Private Life                           | Alexander Korda                     | Billie Dove, Walter Pidgeon                                 | Dramă                      | Warner Bros.                                   |
| The Heroic Lover                           | Noel Mason Smith                    | Leonard St. Leo, Barbara Bedford                            | Comedie                    | Richard Talmadge Productions                   |
| His Captive Woman                          | George Fitzmaurice                  | Milton Sills, Dorothy Mackaill                              | First National             |                                                |
| His First Command                          | Gregory La Cava                     | William Boyd, Dorothy Sebastian                             | Romantic, dramă            | Pathé Exchange. Technicolor sequences          |
| His Glorious Night                         | Lionel Barrymore                    | John Gilbert, Catherine Dale Owen                           | Romantic                   | MGM                                            |
| His Lucky Day                              | Edward F. Cline                     | Reginald Denny, Lorayne Du Val                              | Comedie                    | Universal                                      |
| Hold Your Man                              | Emmett J. Flynn                     | Laura La Plante, Eugene Borden                              | Dramă                      | Universal                                      |
| The Hole in the Wall                       | Robert Florey                       | Claudette Colbert, Edward G. Robinson                       | Mister, melodramă          | Paramount                                      |
| The Hollywood Revue of 1929                | Charles Reisner                     | Conrad Nagel, Jack Benny                                    | Muzical                    | MGM                                            |
| Honky Tonk                                 | Lloyd Bacon                         | Sophie Tucker, Lila Lee                                     | Muzical                    | Warner Bros.                                   |
| Hot for Paris                              | Raoul Walsh                         | Victor McLaglen, Fifi D'Orsay                               | Muzical Comedie            | Fox Film                                       |
| Hot Stuff                                  | Mervyn LeRoy                        | Alice White, Louise Fazenda                                 | Comedie                    | First National                                 |
| The Hottentot                              | Roy Del Ruth                        | Edward Everett Horton, Patsy Ruth Miller                    | Dramă                      | Warner Bros.                                   |
| House of Horror                            | Benjamin Christensen                | Louise Fazenda, Thelma Todd                                 | Mister Comedie             | Warner Bros.                                   |
| Idaho Red                                  | Robert De Lacey                     | Tom Tyler, Patricia Caron                                   | Western                    | FBO                                            |
| The Idle Rich                              | William C. deMille                  | Conrad Nagel, Bessie Love, Leila Hyams                      | Comedie                    | Metro-Goldwyn-Mayer                            |
| Illusion of Love                           |                                     | John Ho, Florence Lee                                       | Dramă                      | [ 156 ]                                        |
| Innocents of Paris                         | Richard Wallace                     | Maurice Chevalier, Sylvia Beecher                           | Muzical Comedie            | Paramount                                      |
| In Old Arizona                             | Irving Cummings                     | Warner Baxter, Edmund Lowe                                  | Western Dramă              | Fox Film                                       |
| In Old California                          | Burton L. King                      | Tom Keene, Helen Ferguson, Henry B. Walthall                | Western                    | Independent                                    |
| In the Headlines                           | John G. Adolfi                      | Grant Withers, Marian Nixon                                 | Dramă                      | Warner Bros.                                   |
| The Iron Mask                              | Allan Dwan                          | Douglas Fairbanks, Belle Bennett                            | Romantic Aventură          | United Artists                                 |
| Is Everybody Happy?                        | Archie Mayo                         | Ted Lewis, Alice Day                                        | Muzical                    | Warner Bros.                                   |
| The Isle of Lost Ships                     | Irvin Willat                        | Jason Robards, Virginia Valli                               | Melodrama/Thriller         | First National                                 |
| It Can Be Done                             | Fred C. Newmeyer                    | Glenn Tryon, Sue Carol                                      | Comedie                    | Universal                                      |
| The Jazz Age                               | Lynn Shores                         | Douglas Fairbanks Jr., Marceline Day                        | Melodramă                  | FBO                                            |
| Jazz Heaven                                | Melville W. Brown                   | Sally O'Neil, Johnny Mack Brown                             | Dramă                      | RKO                                            |
| Joy Street                                 | Raymond Cannon                      | Lois Moran, Rex Bell                                        | Melodramă                  | Fox Film                                       |
| Just Off Broadway                          | Frank O'Connor                      | Donald Keith, Ann Christy                                   | Dramă                      | Chesterfield                                   |
| The Kid's Clever                           | William James Craft                 | Glenn Tryon, Kathryn Crawford                               | Comedie                    | Universal                                      |
| Kid Gloves                                 | Ray Enright                         | Conrad Nagel, Lois Wilson                                   | Dramă                      | Warner Bros.                                   |
| King of the Herd                           | Frank Mattison                      | Raymond McKee, Nola Luxford                                 | Western                    | Frank S. Mattison Productions                  |
| King of the Rodeo                          | Henry MacRae                        | Hoot Gibson, Kathryn Crawford                               | Western                    | Universal                                      |
| The Kiss                                   | Jacques Feyder                      | Greta Garbo, Conrad Nagel                                   | Romantic, dramă            | MGM                                            |
| The Lady Lies                              | Hobart Henley                       | Walter Huston, Claudette Colbert                            | Dramă                      | Paramount                                      |
| Lady of the Pavements                      | D. W. Griffith                      | Lupe Vélez, William Boyd                                    | Romantic, dramă            | Art Cinema                                     |
| The Lariat Kid                             | B. Reeves Eason                     | Hoot Gibson, Ann Christy                                    | Western                    | Universal                                      |
| The Last of Mrs. Cheyney                   | Sidney Franklin                     | Norma Shearer, Basil Rathbone                               | Dramă                      | MGM                                            |
| The Last Warning                           | Paul Leni                           | Laura La Plante, Montagu Love                               | Mister                     | Universal                                      |
| The Lawless Legion                         | Harry Joe Brown                     | Ken Maynard, Nora Lane                                      | Western                    | First National                                 |
| Law of the Plains                          | J. P. McGowan                       | Tom Tyler, Natalie Joyce                                    | Western                    | J. P. McGowan Productions                      |
| The Letter                                 | Jean de Limur                       | Jeanne Eagels, Reginald Owen                                | Dramă                      | Paramount                                      |
| Little Johnny Jones                        | Mervyn LeRoy                        | Alice Day, Edward Buzzell                                   | Sportiv, dramă             | Warner Bros.                                   |
| The Locked Door                            | George Fitzmaurice                  | Rod LaRocque, Barbara Stanwyck, William "Stage" Boyd        | Melodramă                  | Feature Productions                            |
| The Lone Wolf's Daughter                   | Albert S. Rogell                    | Bert Lytell, Gertrude Olmstead                              | Melodramă                  | Columbia                                       |
| The Long Long Trail                        | Arthur Rosson                       | Hoot Gibson, Sally Eilers                                   | Western                    | Universal                                      |
| The Lost Zeppelin                          | Edward Sloman                       | Conway Tearle, Virginia Valli                               | Aventură                   | Tiffany                                        |
| Love and the Devil                         | Alexander Korda                     | Milton Sills, María Corda                                   | Melodramă                  | First National                                 |
| Love at First Sight                        | Edgar Lewis                         | Norman Foster, Doris Rankin                                 | Muzical Comedie            | Chesterfield                                   |
| The Love Doctor                            | Melville W. Brown                   | Richard Dix, June Collyer                                   | Comedie                    | Paramount                                      |
| Love, Live and Laugh                       | William K. Howard                   | George Jessel, Lila Lee, John Loder                         | Război, dramă              | Fox Film                                       |
| The Love Parade                            | Ernst Lubitsch                      | Maurice Chevalier, Jeanette MacDonald                       | Muzical                    | Paramount                                      |
| The Love Racket                            | William A. Seiter                   | Dorothy Mackaill, Sidney Blackmer                           | Crimă, dramă               | First National                                 |
| The Love Trap                              | William Wyler                       | Laura La Plante, Neil Hamilton                              | Romantic Comedie           | Universal                                      |
| Lucky Boy                                  | Norman Taurog                       | George Jessel, Gwen Lee                                     | Muzical Dramă              | Tiffany                                        |
| Lucky Star                                 | Frank Borzage                       | Janet Gaynor, Charles Farrell                               | Melodramă                  | Fox Film                                       |
| Madame X                                   | Lionel Barrymore                    | Ruth Chatterton, Lewis Stone                                | Dramă                      | MGM                                            |
| Madonna of Avenue A                        | Michael Curtiz                      | Dolores Costello, Grant Withers, Louise Dresser             | Melodramă                  | Warner Bros.                                   |
| Making the Grade                           | Alfred E. Green                     | Lois Moran, Edmund Lowe                                     | Dramă                      | Fox Film                                       |
| The Man I Love                             | William A. Wellman                  | Richard Arlen, Mary Brian, Olga Baclanova                   | Dramă                      | Paramount Famous Lasky                         |
| The Man and the Moment                     | George Fitzmaurice                  | Billie Dove, Rod La Rocque                                  | Dramă                      | First National-Pathé                           |
| Man, Woman and Wife                        | Edward Laemmle                      | Norman Kerry, Pauline Starke, Marian Nixon                  | Dramă                      | Universal                                      |
| Marianne                                   | Robert Z. Leonard                   | Marion Davies, Lawrence Gray, Cliff Edwards                 | Dramă                      | Cosmopolitan                                   |
| Marquis Preferred                          | Frank Tuttle                        | Adolphe Menjou, Nora Lane                                   | Comedie                    | Paramount Famous Lasky                         |
| Married in Hollywood                       | Marcel Silver                       | J. Harold Murray, Norma Terris                              | Romantic, dramă            | Fox Film                                       |
| Masked Emotions                            | Kenneth Hawks                       | George O'Brien, Nora Lane                                   | Aventură                   | Fox Film                                       |
| Masquerade                                 | Russell Birdwell                    | Alan Birmingham, Leila Hyams                                | Melodramă                  | Fox Film                                       |
| Melody Lane                                | Robert F. Hill                      | Eddie Leonard, Josephine Dunn                               | Muzical Melodramă          | Universal                                      |
| Mexicali Rose                              | Erle C. Kenton                      | Barbara Stanwyck, Sam Hardy                                 | Romantic                   | Columbia                                       |
| Midstream                                  | James Flood                         | Ricardo Cortez, Claire Windsor, Montagu Love                | Dramă                      | Tiffany                                        |
| The Mighty                                 | John Cromwell                       | George Bancroft, Esther Ralston, Warner Oland               | Melodramă                  | Paramount Famous Lasky                         |
| The Million Dollar Collar                  | D. Ross Lederman                    | Rin Tin Tin, Evelyn Peirce                                  | Melodramă                  | Warner Bros.                                   |
| The Mississippi Gambler                    | Reginald Barker                     | Joseph Schildkraut, Joan Bennett                            | Romantic                   | Universal                                      |
| Mister Antonio                             | James Flood                         | Leo Carrillo, Virginia Valli                                | Dramă                      | Tiffany                                        |
| Molly and Me                               | Albert Ray                          | Belle Bennett, Joe E. Brown, Alberta Vaughn                 | Comedie                    | Tiffany                                        |
| Modern Love                                | Arch Heath                          | Kathryn Crawford, Jean Hersholt                             | Dramă                      | Universal                                      |
| A Most Immoral Lady                        | John Griffith Wray                  | Leatrice Joy, Walter Pidgeon                                | Dramă                      | Warner Bros.                                   |
| My Lady's Past                             | Albert Ray                          | Belle Bennett, Joe E. Brown, Alma Bennett                   | Dramă                      | Tiffany                                        |
| The Mysterious Dr. Fu Manchu               | Rowland V. Lee                      | Warner Oland, Jean Arthur                                   | Drama/Thriller             | Paramount Famous Lasky                         |
| Insula misterioasă                         | Lucien Hubbard                      | Lionel Barrymore, Jacqueline Gadsden                        | Avventuri/SF               | MGM                                            |
| Navy Blues                                 | Clarence Brown                      | William Haines, Anita Page                                  | Dramă                      | MGM                                            |
| New Orleans                                | Reginald Barker                     | Ricardo Cortez, William Collier Jr., Alma Bennett           | Melodramă                  | Tiffany                                        |
| New Year's Eve                             | Henry Lehrman                       | Mary Astor, Charles Morton                                  | Dramă                      | Fox Film                                       |
| New York Nights                            | Lewis Milestone                     | Norma Talmadge, Gilbert Roland                              | Crimă                      | United Artists                                 |
| Night Parade                               | Malcolm St. Clair                   | Aileen Pringle, Hugh Trevor, Dorothy Gulliver               | Sportiv, melodramă         | RKO                                            |
| Nix on Dames                               | Donald Gallaher                     | Mae Clarke, Robert Ames                                     | Dramă                      | Fox Film                                       |
| No Defense                                 | Lloyd Bacon                         | Monte Blue, May McAvoy                                      | Romantic                   | Warner Bros.                                   |
| Noisy Neighbors                            | Charles Reisner                     | Eddie Quillan, Alberta Vaughn, Jane Keckley                 | Comedie                    | Pathe Exchange                                 |
| Not Quite Decent                           | Irving Cummings                     | Louise Dresser, June Collyer                                | Melodramă                  | Fox Film                                       |
| One Hysterical Night                       | William James Craft                 | Reginald Denny, Nora Lane                                   | Romantic, comedie          | Universal                                      |
| One Splendid Hour                          | Cliff Wheeler                       | Viola Dana, George Periolat, Jack Richardson                | Dramă                      | Independent                                    |
| One Stolen Night                           | Scott R. Dunlap                     | Betty Bronson, William Collier                              | Aventură                   | Warner Bros.                                   |
| The One Woman Idea                         | Berthold Viertel                    | Rod La Rocque, Marceline Day                                | Romantic                   | Fox Film                                       |
| On with the Show!                          | Alan Crosland                       | Joe E. Brown, Betty Compson                                 | Muzical, comedie           | Warner Bros.                                   |
| Our Modern Maidens                         | Jack Conway                         | Joan Crawford, Douglas Fairbanks Jr.                        | Dramă                      | MGM                                            |
| Outlawed                                   | Eugene Forde                        | Tom Mix, Sally Blane                                        | Western                    | FBO                                            |
| Overland Bound                             | Leo D. Maloney                      | Allene Ray, Jack Perrin, Lydia Knott                        | Western                    | Rayart                                         |
| The Pagan                                  | W. S. Van Dyke                      | Ramon Novarro, Renee Adoree, Donald Crisp                   | Romantic, melodramă        | MGM                                            |
| The Painted Angel                          | Millard Webb                        | Billie Dove, Edmund Lowe                                    | Melodramă                  | First National                                 |
| Painted Faces                              | Albert S. Rogell                    | Joe E. Brown, Helen Foster, Barton Hepburn                  | Mister                     | Tiffany                                        |
| Paris                                      | Clarence G. Badger                  | Irene Bordoni, Jack Buchanan                                | Muzical Comedie            | First National                                 |
| Paris Bound                                | Edward H. Griffith                  | Ann Harding, Fredric March                                  | Romantic                   | Pathé Exchange                                 |
| The Peacock Fan                            | Phil Rosen                          | Lucien Prival, Dorothy Dwan                                 | Mystery/Thriller           | Chesterfield                                   |
| The Phantom in the House                   | Phil Rosen                          | Ricardo Cortez, Nancy Welford                               | Crimă                      | Trem Carr Productions                          |
| Pleasure Crazed                            | Donald Gallaher, Charles Klein      | Marguerite Churchill, Kenneth MacKenna, Dorothy Burgess     | Melodramă                  | Fox Film                                       |
| Plunging Hoofs                             | Henry MacRae                        | Jack Perrin, Barbara Worth                                  | Western                    | Universal                                      |
| Pointed Heels                              | A. Edward Sutherland                | William Powell, Fay Wray                                    | Muzical Dramă              | Paramount Famous Lasky                         |
| Points West                                | Arthur Rosson                       | Hoot Gibson, Alberta Vaughn                                 | Western                    | Universal                                      |
| Port of Dreams                             | Wesley Ruggles                      | Mary Philbin, Otis Harlan                                   | Dramă                      | Universal                                      |
| The Pride of Pawnee                        | Robert De Lacey                     | Tom Tyler, Ethlyne Clair                                    | Western                    | FBO                                            |
| Prisoners                                  | William A. Seiter                   | Corinne Griffith, Ian Keith                                 | Dramă                      | Walter Morosco                                 |
| Protection                                 | Benjamin Stoloff                    | Dorothy Burgess, Paul Page                                  | Dramă                      | Fox Film                                       |
| Queen Kelly                                | Erich von Stroheim                  | Gloria Swanson, Walter Byron                                | Romantic                   | United Artists                                 |
| Queen of the Night Clubs                   | Bryan Foy                           | Texas Guinan, Lila Lee                                      | Muzical                    | Warner Bros.                                   |
| The Quitter                                | Joseph Henabery                     | Ben Lyon, Dorothy Revier                                    | Dramă                      | Columbia                                       |
| The Rainbow                                | Reginald Barker                     | Dorothy Sebastian, Lawrence Gray                            | Western                    | Tiffany                                        |
| The Rainbow Man                            | Fred Newmeyer                       | Eddie Dowling, Frankie Darro                                | Muzical Dramă              | Sono Art                                       |
| The Redeeming Sin                          | Howard Bretherton                   | Dolores Costello, Conrad Nagel                              | Romantic                   | Warner Bros.                                   |
| Redskin                                    | Victor Schertzinger                 | Richard Dix, Jane Novak                                     | Western                    | Paramount Famous Lasky                         |
| Red Hot Rhythm                             | Leo McCarey                         | Alan Hale, Kathryn Crawford                                 | Muzical Comedie            | Pathé Exchange                                 |
| Red Hot Speed                              | Joseph Henabery                     | Reginald Denny, Alice Day                                   | Comedie                    | Universal                                      |
| The Red Sword                              | Robert G. Vignola                   | William Collier Jr., Marian Nixon, Carmel Myers             | Dramă                      | FBO                                            |
| The Rescue                                 | Herbert Brenon                      | Ronald Colman, Lili Damita                                  | Aventuri/Romantic          | United Artists                                 |
| The Ridin' Demon                           | Ray Taylor                          | Ted Wells, Kathleen Collins                                 | Western                    | Universal                                      |
| Rio Rita                                   | Luther Reed                         | Bebe Daniels, Bert Wheeler, Robert Woolsey                  | Muzical                    | RKO                                            |
| The River                                  | Frank Borzage                       | Charles Farrell, Mary Duncan                                | Dramă                      | Fox Film                                       |
| Romance of the Rio Grande                  | Alfred Santell                      | Warner Baxter, Mona Maris                                   | Western                    | Fox Film                                       |
| The Royal Rider                            | Harry Joe Brown                     | Ken Maynard, Olive Hasbrouck                                | Western                    | First National                                 |
| The Sacred Flame                           | Archie Mayo                         | Pauline Frederick, Conrad Nagel, Lila Lee                   | Romantic                   | Warner Bros.                                   |
| Sally                                      | John Francis Dillon                 | Marilyn Miller, Alexander Gray                              | Muzical Comedie            | First National                                 |
| Salute                                     | John Ford                           | George O'Brien, Helen Chandler                              | Sports                     | Fox Film                                       |
| The Sap                                    | Archie Mayo                         | Edward Everett Horton, Alan Hale                            | Comedie                    | Warner Bros.                                   |
| Saturday's Children                        | Gregory La Cava                     | Corinne Griffith, Grant Withers                             | Romantic Comedie           | Walter Morosco Productions                     |
| The Saturday Night Kid                     | A. Edward Sutherland                | Clara Bow, Jean Arthur                                      | Romantic Comedie           | Paramount Famous Lasky                         |
| Say It with Songs                          | Lloyd Bacon                         | Al Jolson, Davey Lee                                        | Muzical                    | Warner Bros.                                   |
| Scandal                                    | Wesley Ruggles                      | Laura La Plante, John Boles                                 | Dramă                      | Universal                                      |
| Scarlet Seas                               | John Francis Dillon                 | Richard Barthelmess, Betty Compson, Loretta Young           | Romantic, dramă            | First National                                 |
| Señor Americano                            | Harry Joe Brown                     | Ken Maynard, Kathryn Crawford                               | Western                    | Universal                                      |
| Seven Faces                                | Berthold Viertel                    | Paul Muni, Marguerite Churchill                             | Romantic, dramă            | Fox Film                                       |
| Seven Footprints to Satan                  | Benjamin Christensen                | Thelma Todd, Creighton Hale                                 | Dramă                      | First National                                 |
| The Shakedown                              | William Wyler                       | James Murray, Barbara Kent                                  | Melodramă                  | Universal                                      |
| Shanghai Lady                              | John S. Robertson                   | Mary Nolan, James Murray                                    | Dramă                      | Universal                                      |
| Shanghai Rose                              | Scott Pembroke                      | Irene Rich, William Conklin, Ruth Hiatt                     | Crimă                      | Rayart                                         |
| The Shannons of Broadway                   | Emmett J. Flynn                     | James Gleason, Lucile Gleason, Mary Philbin                 | Comedie                    | Universal                                      |
| She Goes to War                            | Henry King                          | Eleanor Boardman, John Holland                              | Dramă                      | Inspiration                                    |
| Show Boat                                  | Harry A. Pollard                    | Laura La Plante, Joseph Schildkraut                         | Romantic                   | Universal                                      |
| The Show of Shows                          | John G. Adolfi                      | John Barrymore, Loretta Young, Richard Barthelmess          | Muzical revue              | Warner Bros.                                   |
| Side Street                                | Malcolm St. Clair                   | Owen Moore, Emma Dunn                                       | Crimă, dramă               | RKO                                            |
| Silent Sentinel                            | Alan James                          | Gareth Hughes, Josephine Hill                               | Crimă Melodramă            | Chesterfield                                   |
| Silks and Saddles                          | Robert F. Hill                      | Richard Walling, Marian Nixon                               | Sports                     | Universal                                      |
| The Sin Sister                             | Charles Klein                       | Nancy Carroll, Josephine Dunn                               | Acțiune/Aventură/Dramă     | Fox Film                                       |
| Sin Town                                   | J. Gordon Cooper, William K. Howard | Elinor Fair, Ivan Lebedeff                                  | Western                    | Pathé Exchange                                 |
| A Single Man                               | Harry Beaumont                      | Lew Cody, Marceline Day                                     | Comedie                    | MGM                                            |
| The Single Standard                        | John S. Robertson                   | Greta Garbo, Nils Asther, Johnny Mack Brown                 | Romantic, dramă            | MGM                                            |
| The Skeleton Dance                         | Walt Disney                         |                                                             | Animated short             | Walt Disney                                    |
| Skin Deep                                  | Ray Enright                         | Monte Blue, Davey Lee, Betty Compson                        | Dramă                      | Warner Bros.                                   |
| Skinner Steps Out                          | William James Craft                 | Glenn Tryon, Merna Kennedy                                  | Comedie                    | Universal                                      |
| The Sky Hawk                               | John G. Blystone                    | John Garrick, Helen Chandler                                | Crimă/Romantic/Război      | Fox Film                                       |
| The Sky Skidder                            | Bruce Mitchell                      | Al Wilson, Helen Foster                                     | Action                     | Universal                                      |
| Slim Fingers                               | Joseph Levigard                     | Bill Cody, Duane Thompson                                   | Mister                     | Universal                                      |
| Smilin' Guns                               | Henry MacRae                        | Hoot Gibson, Blanche Mehaffey                               | Western                    | Universal                                      |
| Smiling Irish Eyes                         | William A. Seiter                   | Colleen Moore, James Hall                                   | Dramă                      | First National                                 |
| The Smiling Terror                         | Joseph Levigard                     | Ted Wells, Derelys Perdue                                   | Western                    | Universal                                      |
| Smoke Bellew                               | Scott R. Dunlap                     | Conway Tearle, Barbara Bedford                              | Aventură                   | Independent                                    |
| So Long Letty                              | Lloyd Bacon                         | Charlotte Greenwood, Claude Gillingwater                    | Muzical Comedie            | Warner Bros.                                   |
| Some Mother's Boy                          | Duke Worne                          | Mary Carr, Jason Robards Sr., Jobyna Ralston                | Dramă                      | Rayart                                         |
| A Song of Kentucky                         | Lewis Seiler                        | Lois Moran, Joseph Wagstaff                                 | Romantic                   | Fox Film                                       |
| Song of Love                               | Erle C. Kenton                      | Belle Baker, Ralph Graves                                   | Muzical                    | Columbia                                       |
| South Sea Rose                             | Allan Dwan                          | Lenore Ulric, Charles Bickford                              | Romantic, dramă            | Fox Film                                       |
| Speakeasy                                  | Benjamin Stoloff                    | Lola Lane, Paul Page                                        | Sports romantic Melodramă  | Fox Film                                       |
| Spite Marriage                             | Edward Sedgwick, Buster Keaton      | Buster Keaton, Dorothy Sebastian                            | Romantic Comedie           | MGM. Silent                                    |
| The Squall                                 | Alexander Korda                     | Richard Tucker, Alice Joyce                                 | Melodramă                  | Warner Bros.                                   |
| St. Louis Blues                            | Dudley Murphy                       | Bessie Smith                                                | Muzical                    | RKO. Short film                                |
| Stark Mad                                  | Lloyd Bacon                         | H. B. Warner, Louise Fazenda, Jacqueline Logan              | Crimă                      | Warner Bros.                                   |
| Stolen Kisses                              | Ray Enright                         | May McAvoy, Hallam Cooley                                   | Comedie                    | Warner Bros.                                   |
| Strange Cargo                              | Arthur Gregor                       | Lee Patrick, George Barraud                                 | Mystery/Melodrama/Thriller | Pathé Exchange                                 |
| Street Girl                                | Wesley Ruggles                      | Betty Compson, John Harron                                  | Romantic Comedie           | RKO                                            |
| Strong Boy                                 | John Ford                           | Victor McLaglen, Leatrice Joy                               | Criminal Dramă             | Fox Film                                       |
| Sunny Side Up                              | David Butler                        | Janet Gaynor, Marjorie White                                | Romantic Muzical Dramă     | Fox Film. Technicolor sequences                |
| Syncopation                                | Bert Glennon                        | Barbara Bennett, Bobby Watson                               | RKO                        |                                                |
| Synthetic Sin                              | William A. Seiter                   | Colleen Moore, Antonio Moreno                               | Dramă                      | Warner Bros.                                   |
| The Studio Murder Mystery                  | Frank Tuttle                        | Neil Hamilton, Doris Hill                                   |                            |                                                |
| The Talk of Hollywood                      | Mark Sandrich                       | Nat Carr, Fay Marbe                                         | Muzical Comedie            | Sono Art                                       |
| The Taming of the Shrew                    | Sam Taylor                          | Mary Pickford, Douglas Fairbanks                            | Comedie                    | United Artists                                 |
| Tanned Legs                                | Marshall Neilan                     | Arthur Lake, June Clyde, Dorothy Revier                     | Muzical comedy/Melodrama   | RKO                                            |
| They Had to See Paris                      | Frank Borzage                       | Will Rogers, Marguerite Churchill, Fifi D'Orsay             | Comedie                    | Fox Film                                       |
| The Thirteenth Chair                       | Tod Browning                        | Conrad Nagel, Leila Hyams                                   | Mister, melodramă          | MGM                                            |
| This Is Heaven                             | Alfred Santell                      | Vilma Bánky, James Hall                                     | Romantic, dramă            | United Artists                                 |
| This Thing Called Love                     | Paul L. Stein                       | Edmund Lowe, Constance Bennett                              | Romantic, dramă            | Pathé Exchange                                 |
| Three Live Ghosts                          | Thornton Freeland                   | Joan Bennett, Robert Montgomery, Claud Allister             | Război, comedie            | United Artists                                 |
| Thru Different Eyes                        | John G. Blystone                    | Mary Duncan, Edmund Lowe, Warner Baxter                     | Melodramă                  | Fox Film                                       |
| Thunder                                    | William Nigh                        | Lon Chaney, Phyllis Haver                                   | Melodramă                  | MGM                                            |
| Thunderbolt                                | Josef von Sternberg                 | George Bancroft, Fay Wray, Richard Arlen                    | Melodramă                  | Paramount Famous Lasky                         |
| Tide of Empire                             | Allan Dwan                          | Renee Adoree, Tom Keene                                     | Western                    | MGM                                            |
| Tiger Rose                                 | George Fitzmaurice                  | Monte Blue, Lupe Vélez                                      | Aventură                   | Warner Bros.                                   |
| The Time, the Place and the Girl           | Howard Bretherton                   | Grant Withers, Betty Compson                                | Muzical Dramă              | Warner Bros.                                   |
| Times Square                               | Joseph Boyle                        | Alice Day, Arthur Lubin, Emile Chautard                     | Dramă                      | Independent                                    |
| The Tip Off                                | Leigh Jason                         | Bill Cody, Duane Thompson                                   | Crimă                      | Universal                                      |
| Tonight at Twelve                          | Harry A. Pollard                    | Madge Bellamy, Robert Ellis                                 | Dramă                      | Universal                                      |
| Trent's Last Case                          | Howard Hawks                        | Raymond Griffith, Marceline Day                             | Thriller                   | Fox Film                                       |
| The Trespasser                             | Edmund Goulding                     | Gloria Swanson, Robert Ames                                 | Dramă                      | United Artists                                 |
| True Heaven                                | James Tinling                       | George O'Brien, Lois Moran                                  | Război, Dramă              | Fox Film                                       |
| Twin Beds                                  | Alfred Santell                      | Jack Mulhall, Patsy Ruth Miller                             | Comedie                    | First National                                 |
| Two Men and a Maid                         | George Archainbaud                  | William Collier Jr., Alma Bennett                           | Dramă                      | Tiffany                                        |
| Two Sisters                                | Scott Pembroke                      | Viola Dana, Rex Lease, Claire Du Brey                       | Acțiune, Aventură, Crimă   | Trem Carr Productions                          |
| Two Weeks Off                              | William Beaudine                    | Dorothy Mackaill, Gertrude Astor                            | Comedie                    | First National                                 |
| Under the Southern Cross                   | Lew Collins                         | Patiti Warbrick, Witarina Mitchell                          | Documentary                | Universal. Co-production with New Zealand      |
| The Vagabond Lover                         | Neil Marshall                       | Rudy Vallée, Sally Blane, Marie Dressler                    | Dramă                      | RKO                                            |
| The Valiant                                | William K. Howard                   | Paul Muni, Marguerite Churchill                             | Melodramă                  | Fox Film                                       |
| The Veiled Woman                           | Emmett J. Flynn                     | Lia Torá, Walter McGrail                                    | Dramă                      | Fox Film                                       |
| The Very Idea                              | Richard Rosson                      | Frank Craven, Hugh Trevor, Sally Blane                      | Comedie                    | RKO                                            |
| The Virginian                              | Victor Fleming                      | Gary Cooper, Walter Huston                                  | Western                    | Paramount Famous Lasky                         |
| The Wagon Master                           | Harry Joe Brown                     | Ken Maynard, Edith Roberts                                  | Western                    | Ken Maynard Productions                        |
| Wall Street                                | Roy William Neill                   | Ralph Ince, Aileen Pringle                                  | Melodramă                  | Columbia                                       |
| Weary River                                | Frank Lloyd                         | Richard Barthelmess, Betty Compson                          | Romantic, dramă            | First National                                 |
| Wedding Rings                              | William Beaudine                    | H. B. Warner, Lois Wilson                                   | Dramă                      | First National                                 |
| Welcome Danger                             | Clyde Bruckman, Malcolm St. Clair   | Harold Lloyd                                                | Dramă                      | Harold Lloyd Corporation. Lloyd's first talkie |
| When Dreams Come True                      | Duke Worne                          | Helene Costello, Rex Lease, Claire McDowell                 | Dramă                      | Rayart                                         |
| Where East is East                         | Tod Browning                        | Lon Chaney, Lupe Vélez                                      | Melodramă                  | MGM                                            |
| Whispering Winds                           | James Flood                         | Patsy Ruth Miller, Malcolm McGregor, Eve Southern           | Melodramă                  | Tiffany                                        |
| Why Be Good?                               | William A. Seiter                   | Colleen Moore, Neil Hamilton                                | Comedie                    | First National                                 |
| Why Leave Home?                            | Raymond Cannon                      | Sue Carol, Nick Stuart                                      | Muzical Dramă              | Fox Film                                       |
| Wild Blood                                 | Henry MacRae                        | Jack Perrin, Ethlyne Clair                                  | Western                    | Universal                                      |
| Wild Orchids                               | Sidney Franklin                     | Greta Garbo, Lewis Stone, Nils Asther                       | Romantic, dramă            | MGM                                            |
| The Winged Horseman                        | B. Reeves Eason                     | Hoot Gibson, Ruth Elder                                     | Western                    | Universal                                      |
| The Wolf of Wall Street                    | Rowland V. Lee                      | George Bancroft, Olga Baclanova, Nancy Carroll              | Melodramă                  | Paramount Famous Lasky                         |
| Wolf Song                                  | Victor Fleming                      | Gary Cooper, Lupe Vélez                                     | Western                    | Paramount Famous Lasky                         |
| Wolves of the City                         | Leigh Jason                         | Bill Cody, Sally Blane                                      | Crimă                      | Universal                                      |
| The Woman from Hell                        | A. F. Erickson                      | Mary Astor, Robert Armstrong                                | Melodramă                  | Fox Film                                       |
| The Woman I Love                           | George Melford                      | Margaret Morris, Robert Frazer, Leota Lorraine              | Dramă                      | FBO                                            |
| Woman to Woman                             | Victor Saville                      | Betty Compson, George Barraud                               | Romantic                   | Tiffany                                        |
| Woman Trap                                 | William A. Wellman                  | Hal Skelly, Chester Morris, Evelyn Brent                    | Melodramă                  | Paramount Famous Lasky                         |
| Wonder of Women                            | Clarence Brown                      | Lewis Stone, Leila Hyams                                    | Dramă                      | MGM                                            |
| Words and Music                            | James Tinling                       | Lois Moran, Helen Twelvetrees                               | Muzical                    | Fox Film                                       |
| Wyoming Tornado                            | J.P. McGowan                        | Art Acord, Peggy Montgomery, John Lowell                    | Western                    | Independent                                    |
| Young Nowheres                             | Frank Lloyd                         | Richard Barthelmess, Marian Nixon                           | Romantic, dramă            | First National                                 |
| The Younger Generation                     | Frank Capra                         | Jean Hersholt, Lina Basquette, Ricardo Cortez               | Dramă                      | Colombia                                       |